# 31122 Бруктейлор
31122 Бруктейлор (31122 Brooktaylor) — астероїд головного поясу, відкритий 21 вересня 1997 року.
Тіссеранів параметр щодо Юпітера — 3,656.